# مركز الموسيقى العربية والمتوسطية

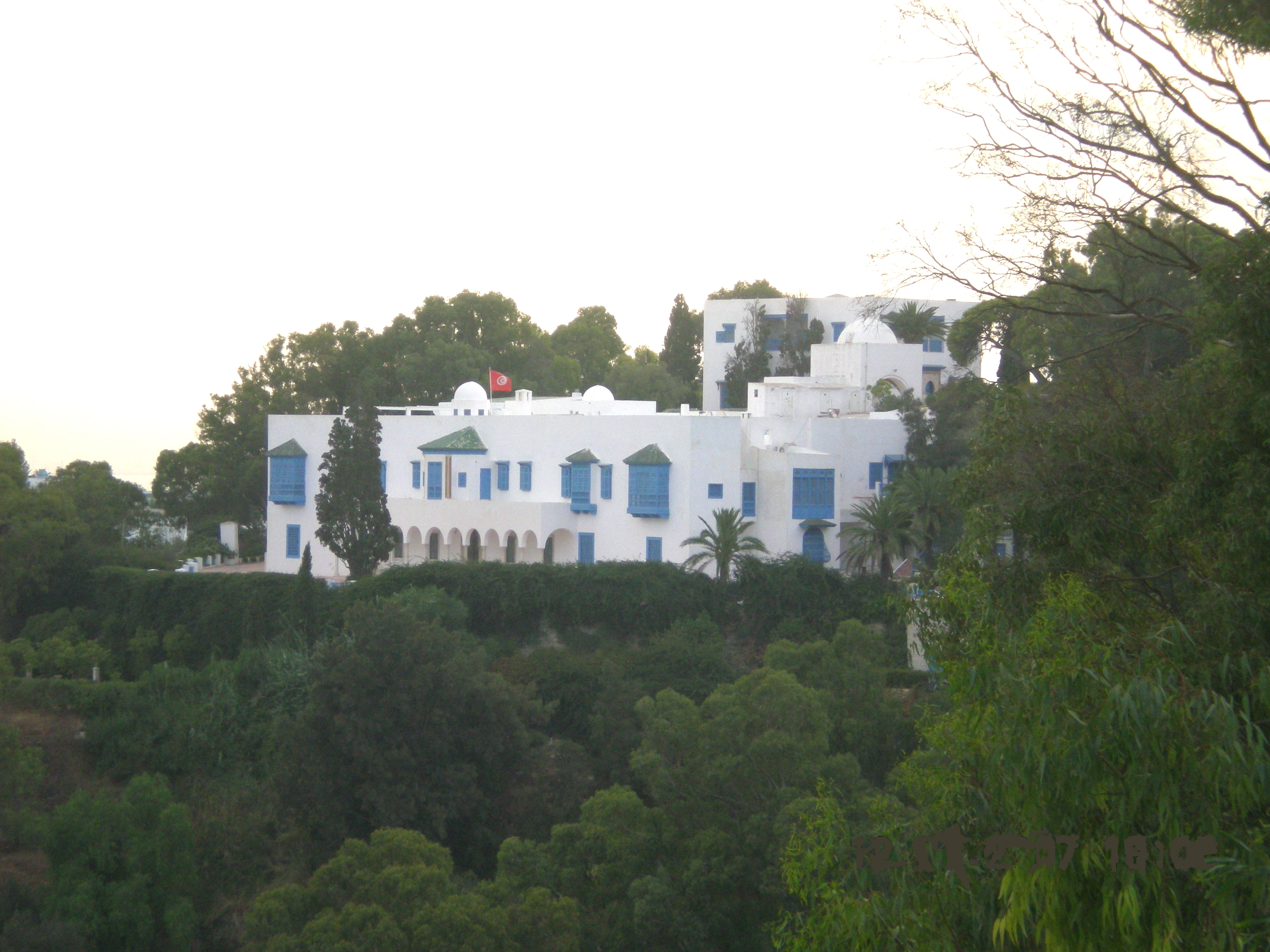
يحتضن قصر النجمة الزهراء مركز الموسيقى العربية والمتوسطية

مركز الموسيقى العربية والمتوسطية هو مجمّع ثقافي متعدد الاختصاصات يُعنى بالموسيقى في مختلف مجالاتها ويجمع بين النشاط العلمي وتنظيم الحفلات ويهتم بالتقاليد الموسيقية بتونس والوطن العربي وبلدان البحر الأبيض المتوسط. يقع مركز الموسيقى العربية والمتوسطية في قصر البارون ديرلانجي على هضبة سيدي بوسعيد، وهو يضم عدّة أقسام:
- الخزينة الوطنية للتسجيلات الصوتية (مهمتها المحافظة على التراث الموسيقي المسجّل)،
- قسم البرمجة الفنية (مهمته برمجة الحفلات الموسيقية والآلات الموسيقية)،
- قصر النجمة الزهراء، وهو يحوي أيضا معرضًا للآلات الموسيقية (نماذج نادرة من الآلات الموسيقية التونسية والعربية والأوروبية والأفريقية)،
- قسم البحوث والدراسات.

### مواضيع ذات علاقة
- النجمة الزهراء.